# Westcoasthiphop
Westcoasthiphop is een subgenre van hiphop, ontstaan in de jaren 1980 aan de westkust van de Verenigde Staten.
De muziekstijl ontstond in de begindagen van uit Californië afkomstige artiesten als N.W.A en Ice-T en vormde door een zeer eigen stijl een muzikaal tegenwicht tegen de "klassieke" eastcoasthiphop uit New York. Westcoasthiphop wordt voornamelijk beoefend in het centrum van Los Angeles, maar ook in andere steden, zoals San Francisco, San Diego, Sacramento, Portland en Seattle. Het subgenre gangstarap van de westcoasthiphop begon te domineren tijdens de beginjaren negentig met de opkomst van G-funk. De verschijning van Dr. Dre's album The Chronic duwde deze nieuwe stijl naar zijn hoogtepunt.